# Basseu Rufus
Basseu Rufus (llatí: Bassæus Rufus) va ser prefecte del pretori sota Marc Aureli.
Va ser elevat a aquesta dignitat pels seus mèrits, car no havia rebut bona educació pel seu origen rústic. Se'n fa al·lusió en una carta d'Avidi Cassi conservada per Vulcaci Gal·licà ("audisti praefectum praetorii nostri philosophi, ante triduum quam fieret, mendicum et pauperem, sed subito divitem factum") i en alguna inscripció.